# Diamonds (film, 1999)
Pour les articles homonymes, voir Diamond.
Pour plus de détails, voir Fiche technique et Distribution.
Diamonds est un film américano-allemand réalisé par John Mallory Asher, sorti en 1999.

## Synopsis
Ancien boxeur frappé d'un AVC, veuf, Harry Agensky s'exerce chaque jour pour remonter la pente de sa paralysie faciale partielle. Visité par son fils et son petit-fils, il partage son angoisse devant la perspective de se retrouver à l'hospice, et raconte une de ses légendes, un combat où il aurait été payé par un truand en diamants, lesquels diamants auraient été cachés à un endroit bien précis. Harry, son fils et son petit-fils décident de partir à la recherche des dits diamants : un périple entre hommes qui les mène au casino et dans un bordel de luxe, où le petit-fils, encore mineur, est censé faire sa première expérience avec une blonde au langage provocant, Sugar. C'est justement dans ce lieu de perdition que l'on retrouve la trace des diamants, ce qui permettra à tout le monde de repartir pour un nouvel avenir plus serein.

## Fiche technique
- Titre : Diamonds
- Réalisation : John Mallory Asher
- Scénario : Allan Aaron Katz
- Musique : Joel Goldsmith
- Photographie : Paul Elliott (en)
- Montage : Carroll Timothy O'Meara
- Production : Rainer Bienger, Gerald Green, Patricia Green et Andrew Somper
- Pays d'origine : États-Unis - Allemagne
- Format : Couleurs - 1,85:1 - Dolby
- Genre : Comédie, comédie dramatique
- Durée : 91 minutes
- Date de sortie : 1999

## Distribution
- Kirk Douglas : Harry Agensky
- Dan Aykroyd : Lance Agensky
- Corbin Allred : Michael Agensky
- Lauren Bacall : Sin-Dee
- Kurt Fuller : Moses Agensky
- Jenny McCarthy : Sugar
- Mariah O'Brien : Tiffany
- June Chadwick : Roseanne Agensky
- Lee Tergesen : garde-frontière
- Val Bisoglio : Tarzan
- John Landis : joueur au casino